# International Journal of Obesity
International Journal of Obesity, abbreviato come IJO, è una rivista medica sottoposta a revisione paritaria e pubblicata dalla Nature Publishing Group. È stata fondata nel 1977 dalla Newman Pub in collaborazione con l'Association for the Study of Obesity e la North American Association for the Study of Obesity. Nel 1992, la rivista ha cambiato nome in International Journal of Obesity and Related Metabolic Disorders dopo essere stata acquisita dalla Nature Publishing Group. Nel 2005, la rivista è tornata al nome originale.

## Perimetro editoriale
La rivista si occupa dello sviluppo e del trattamento dell'obesità e delle disfunzioni proprie di questa condizione. Pubblica studi scientifici basali e clinici che affrontano gli aspetti biochimici, epidemiologici, genetici, molecolari, metabolici, nutrizionali, fisiologici, psicologici e sociologici dell'obesità.

## Indicizzazione
Gli articoli della rivista sono indicizzati da:
- Elsevier BIOBASE
- BIOSIS
- Chemical Abstracts
- CINAHL
- Current Contents/Clinical Medicine
- Current Contents/Life Sciences
- EMBASE
- MEDLINE
- SciSearch

Secondo il Journal Citation Reports, nel 2020 la rivista ha avuto un fattore di impatto di 5,095, classificandosi al 23° posto fra 89 riviste presenti nella categoria "Nutrizione e dietetica" e al 38° posto su 145 riviste nella categoria "Endocrinologia e metabolismo".

## Articoli notevoli
Esempi derivati da Wikipedia
- G-J Wang, D Tomasi e N D Volkow, Effect of combined naltrexone and bupropion therapy on the brain's reactivity to food cues, in International Journal of Obesity (2005), vol. 38, n. 5, 2014-05,  pp. 682–688, DOI:10.1038/ijo.2013.145. URL consultato il 17 marzo 2023. (bupropione)
- (EN) A. S. Jackson, P. R. Stanforth e J. Gagnon, The effect of sex, age and race on estimating percentage body fat from body mass index: The Heritage Family Study, in International Journal of Obesity, vol. 26, n. 6, 2002-06,  pp. 789-796, DOI:10.1038/sj.ijo.0802006. URL consultato il 5 dicembre 2019. (massa grassa)
- (EN) P. J. Rogers, P. S. Hogenkamp e C. de Graaf, Does low-energy sweetener consumption affect energy intake and body weight? A systematic review, including meta-analyses, of the evidence from human and animal studies, in International Journal of Obesity, vol. 40, n. 3, 2016-03,  pp. 381–394, DOI:10.1038/ijo.2015.177. URL consultato il 18 marzo 2022. (aspartame)
- (EN) R. H. Lustig, F. Greenway e P. Velasquez-Mieyer, A multicenter, randomized, double-blind, placebo-controlled, dose-finding trial of a long-acting formulation of octreotide in promoting weight loss in obese adults with insulin hypersecretion, in International Journal of Obesity, vol. 30, n. 2, 13 settembre 2005,  pp. 331-341, DOI:10.1038/sj.ijo.0803074. URL consultato il 18 settembre 2015. (octreotide)